# David Amadou M'Bodji
David Amadou M'Bodji, noto anche come Papis M'Bodji o Papys M'Bodji (Kaolack, 13 luglio 1984), è un ex calciatore senegalese, di ruolo attaccante.

## Carriera

### Club
Gioca tutta la sua carriera in Francia, facendo 10 presenze in Ligue 1 con Olympique Marsiglia e Lorient, 88 presenze in Ligue 2 tra Créteil-Lusitanos, Strasburgo e Clermont Foot e varie presenze nelle leghe minori francesi.

### Nazionale
Viene convocato nel 2006 dalla nazionale senegalese e gioca la sua unica partita in un'amichevole contro la Corea del Sud.

## Statistiche

### Presenze e reti nei club
Statistiche aggiornate al termine della carriera.
| Stagione                 | Squadra                  | Campionato               | Campionato | Campionato | Coppe nazionali | Coppe nazionali | Coppe nazionali | Coppe continentali | Coppe continentali | Coppe continentali | Altre coppe | Altre coppe | Altre coppe | Totale | Totale |
| Stagione                 | Squadra                  | Comp                     | Pres       | Reti       | Comp            | Pres            | Reti            | Comp               | Pres               | Reti               | Comp        | Pres        | Reti        | Pres   | Reti   |
| ------------------------ | ------------------------ | ------------------------ | ---------- | ---------- | --------------- | --------------- | --------------- | ------------------ | ------------------ | ------------------ | ----------- | ----------- | ----------- | ------ | ------ |
| 2002-2003                | Olympique Marsiglia 2    | CFA                      | 20         | 5          | -               | -               | -               | -                  | -                  | -                  | -           | -           | -           | 20     | 5      |
| 2002-2003                | Olympique Marsiglia      | L1                       | 2          | 0          | CF+CdL          | 0               | 0               | -                  | -                  | -                  | -           | -           | -           | 2      | 0      |
| 2003-2004                | Cannes                   | N                        | 31         | 5          | CF              | 1               | 1               | -                  | -                  | -                  | -           | -           | -           | 32     | 16     |
| 2004-2005                | Créteil-Lusitanos        | L2                       | 25         | 5          | CF+CdL          | 0+2             | 0+1             | -                  | -                  | -                  | -           | -           | -           | 27     | 6      |
| 2005-2006                | Créteil-Lusitanos        | L2                       | 36         | 15         | CF+CdL          | 0               | 0               | -                  | -                  | -                  | -           | -           | -           | 36     | 15     |
| 2006-gen. 2007           | Lorient                  | L1                       | 7          | 0          | CF+CdL          | 0               | 0               | -                  | -                  | -                  | -           | -           | -           | 7      | 0      |
| gen.-giu. 2007           | Strasburgo               | L2                       | 5          | 0          | CF+CdL          | 2+0             | 0               | -                  | -                  | -                  | -           | -           | -           | 7      | 0      |
| 2007-gen. 2008           | Lorient                  | L1                       | 1          | 0          | CF+CdL          | 0               | 0               | -                  | -                  | -                  | -           | -           | -           | 1      | 0      |
| Totale Lorient           | Totale Lorient           | Totale Lorient           | 8          | 0          |                 | 0               | 0               |                    | -                  | -                  |             | -           | -           | 8      | 0      |
| gen.-giu. 2008           | Clermont Foot            | L2                       | 10         | 0          | CF+CdL          | 0               | 0               | -                  | -                  | -                  | -           | -           | -           | 10     | 0      |
| 2008-2009                | Cannes                   | N                        | 13         | 0          | CF              | 0               | 0               | -                  | -                  | -                  | -           | -           | -           | 13     | 0      |
| 2009-2010                | Créteil-Lusitanos        | N                        | 20         | 0          | CF              | 3               | 0               | -                  | -                  | -                  | -           | -           | -           | 23     | 0      |
| Totale Créteil-Lusitanos | Totale Créteil-Lusitanos | Totale Créteil-Lusitanos | 81         | 20         |                 | 5               | 1               |                    | -                  | -                  |             | -           | -           | 86     | 21     |
| Totale carriera          | Totale carriera          | Totale carriera          | 170        | 30         |                 | 8               | 2               |                    | -                  | -                  |             | -           | -           | 178    | 32     |

### Cronologia presenze e reti in nazionale
| Cronologia completa delle presenze e delle reti in nazionale ― Senegal | Cronologia completa delle presenze e delle reti in nazionale ― Senegal | Cronologia completa delle presenze e delle reti in nazionale ― Senegal | Cronologia completa delle presenze e delle reti in nazionale ― Senegal | Cronologia completa delle presenze e delle reti in nazionale ― Senegal | Cronologia completa delle presenze e delle reti in nazionale ― Senegal | Cronologia completa delle presenze e delle reti in nazionale ― Senegal | Cronologia completa delle presenze e delle reti in nazionale ― Senegal |
| Data                                                                   | Città                                                                  | In casa                                                                | Risultato                                                              | Ospiti                                                                 | Competizione                                                           | Reti                                                                   | Note                                                                   |
| ---------------------------------------------------------------------- | ---------------------------------------------------------------------- | ---------------------------------------------------------------------- | ---------------------------------------------------------------------- | ---------------------------------------------------------------------- | ---------------------------------------------------------------------- | ---------------------------------------------------------------------- | ---------------------------------------------------------------------- |
| 23-5-2006                                                              | Seul                                                                   | Corea del Sud                                                          | 1 – 1                                                                  | Senegal                                                                | Amichevole                                                             | -                                                                      |                                                                        |
| Totale                                                                 |                                                                        | Presenze                                                               | 1                                                                      |                                                                        | Reti                                                                   | 0                                                                      |                                                                        |